# Уэбстер (округ, Джорджия)
Уэ́бстер (англ. Webster County) — округ штата Джорджия, США. Население округа на 2000 год составляло 2390 человек. Административный центр округа — город Престон.

## История
Округ Уэбстер основан в 1853 году.

## География
Округ занимает площадь 543,9 км2.

## Демография
Согласно Бюро переписи населения США, в округе Уэбстер в 2000 году проживало 2390 человек. Плотность населения составляла 4,4 человек на квадратный километр.